# Hildur
 (avril 2018).
Si vous disposez d'ouvrages ou d'articles de référence ou si vous connaissez des sites web de qualité traitant du thème abordé ici, merci de compléter l'article en donnant les références utiles à sa vérifiabilité et en les liant à la section « Notes et références ».
Hildur est un des prénoms féminins dérivés du nom Hild formé à partir du Vieux norrois hildr qui signifie « bataille ». Hild était une Valkyrie qui conduisait les guerriers tombés au Valhalla. La guerre était d'ailleurs souvent appelée « le Jeu de Hild ». Hildur n'est quasiment utilisé que dans les régions les plus septentrionales alors que les variations plus récentes Hilda et Hilde sont plus largement répandues. En Suède, les Hildur et Hilda sont fêtées le 18 juin,. 

## Personnalités portant le prénom Hildur
- Hildur Alice Nilson, nom de naissance de la chanteuse suédoise Alice Babs
- Hildur Alvén, femme politique suédoise
- Hildur Bumblebee, femme politique suédoise
- Hildur Carlberg, actrice suédoise
- Hildur Dixelius, écrivaine suédoise
- Hildur Vala Einarsdóttir (en), chanteuse islandaise
- Hildur Ericsson, femme politique suédoise
- Hildur Guðnadóttir, violoncelliste et compositrice islandaise
- Hildur Horn Øien (en), femme politique norvégienne
- Hildur Hult, artiste suédoise
- Hildur Krog (en), botaniste norvégienne
- Hildur Liedberg, organiste suédoise
- Hildur Lithman, actrice suédoise
- Hildur Malmberg, actrice suédoise
- Hildur Nygren, femme politique suédoise
- Hildur Os (en), femme politique et fonctionnaire norvégienne
- Hildur Ottelin, femme politique suédoise
- Hildur Þorgeirsdóttir (en), joueuse de handball islandaise